# Wiring
Wiring est une plateforme de prototypage électronique en matériel libre et à sources ouvertes, composé d'un langage de programmation, d'un environnement de développement, et d'un ordinateur à carte unique piloté par un microcontrôleur. Il a commencé à être développé en 2003 par Hernando Barragán.
Le projet a commencé à l'institut de conception interactive Ivrea (it), en Italie, et est actuellement développé à l'école de conception et architecture de l'université des Andes à Bogota, en Colombie et utilise le langage de programmation Processing.